# Doto pita
Doto pita är en snäckart som beskrevs av Er. Marcus 1955. Doto pita ingår i släktet Doto och familjen Dotoidae. Inga underarter finns listade i Catalogue of Life.